# むろと廃校水族館
むろと廃校水族館（むろとはいこうすいぞくかん）は、高知県室戸市室戸岬町にあった旧室戸市立椎名小学校（1874年創設。2001年閉校、2006年廃校）を改修して、2018年4月26日に開館した水族館。
運営管理は特定非営利活動法人(NPO)「日本ウミガメ協議会」のメンバーが行っている。
海水魚など約50種1000匹を飼育しており、全て地元漁師から譲り受けたもので、規模が小さいながらも希少性の高い魚類や大型の海洋生物などが搬入されることが多い。イセエビ、ナマコ、ウミガメ（アカウミガメとアオウミガメ）もおり、一部は来場者が触ることもできる。

## 歴史
前身となる室戸市立椎名小学校は1874年に創設された。校舎は、1984年に国から補助金6400万円を受けて建設された鉄筋コンクリート3階建て、床面積約1470平方メートルの建物である。同校は2001年3月に最後の在校生3人が卒業し、校区内に児童がいなくなったことから、同年度から休校しており、その後も児童数の増加が見込めないことを理由に2006年3月をもって廃校となった。その後、福祉施設や観光客向けの宿泊施設への転用構想が浮上したが、数千万円の改修費用が必要になることから立ち消えになり、建物の減価償却期間（60年間）が経過していなかったため、維持費や借地代として年200万円の出費が出ていることが課題になっていた。
室戸市は廃校を利用した活性化を目的に、5億円を投じてこの水族館を整備した。日本ウミガメ協議会は、2001年より室戸市で実施している学術調査を発表する場としての活用と、その間に市内の小学校が2箇所も廃校となったことを惜しむ心情から、運営を引き受けた。「廃校」という名称はそのこだわりからつけられたという。日本各地で増える廃校が活用可能なことを知ってもらう狙いもあった。
客寄せの目玉となる飼育動物がいないにもかかわらず当初の予想を上回る訪問客を集め、開館から3か月に満たない7月22日に累計入場者が3万人を突破、3か月半が経過した8月11日には初年度目標だった4万人を突破した。その理由として、「廃校へのノスタルジー」や「他の水族館では看過されがちな種類の魚介類を時間をかけて見ることができる」点が挙げられている。同年10月30日には10万人の大台に乗せた。2020年は新型コロナウイルス感染症（COVID-19）の蔓延防止のため一時休館したが5月中旬に再開し、開館からの累計入場者は6月時点で32万人を超えた。
その後2023年に同年の朝の連続テレビ小説『らんまん』の主演であることもあり神木隆之介がこの水族館に訪れている。
2024年2月6日、高知県により博物館法に基づく博物館に登録された（発表は同月9日）。
なお室戸市は南海トラフ巨大地震により沿岸部に甚大な津波被害が出ることが想定されている一方、むろと廃校水族館の施設は海抜20メートル以上に位置するため、地域住民の避難場所としても活用されている。

## 館内施設と展示
旧校舎の教室に設置した水槽や旧手洗い場、および25mプールに魚介類が展示されている。
展示されている50種、1000匹以上の海の生き物は、地元漁師の定置網にかかったり、職員が自ら釣ったりしたものが大半である。25mプールではシュモクザメをはじめとしたサメやエイが、大型の円形水槽ではサバなどが飼われているほか、元の教室内にはゴンズイ、ミノカサゴ、ウツボなどがいる。指定管理者となっている団体名にもあるウミガメも飼育されている。
生態展示のほかに、深海魚やミンククジラの標本も展示されている。

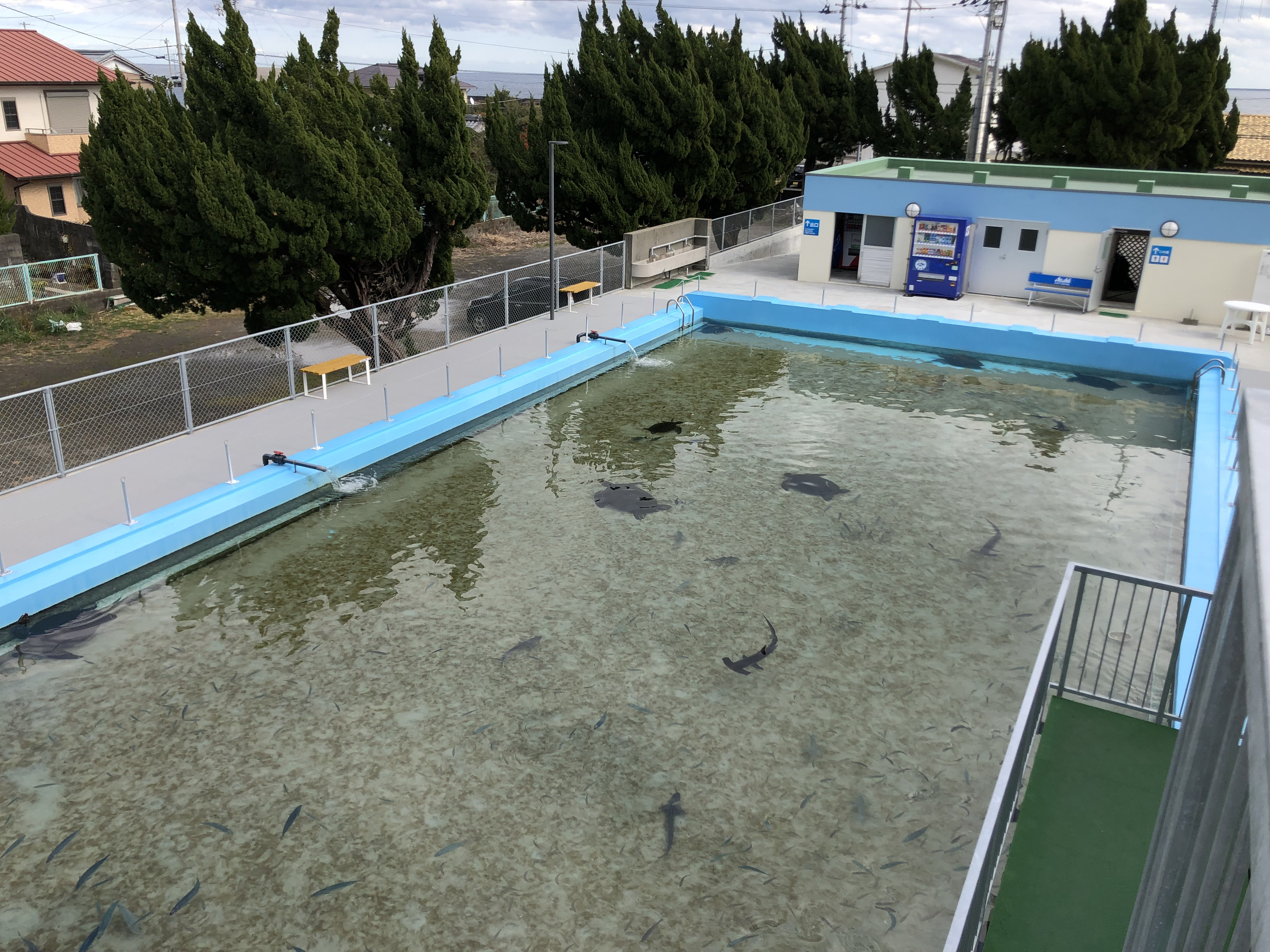
25mプール
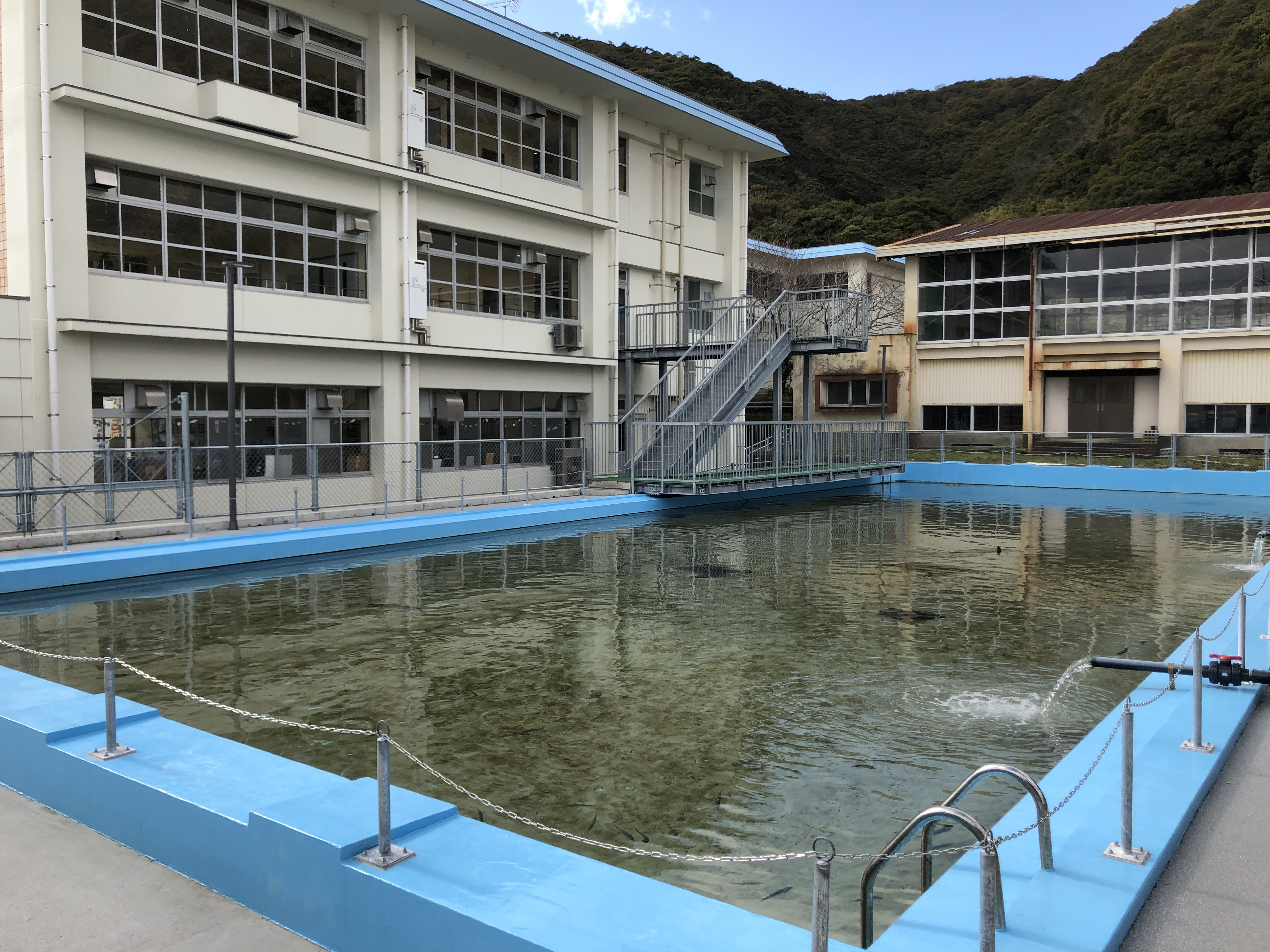
25mプール
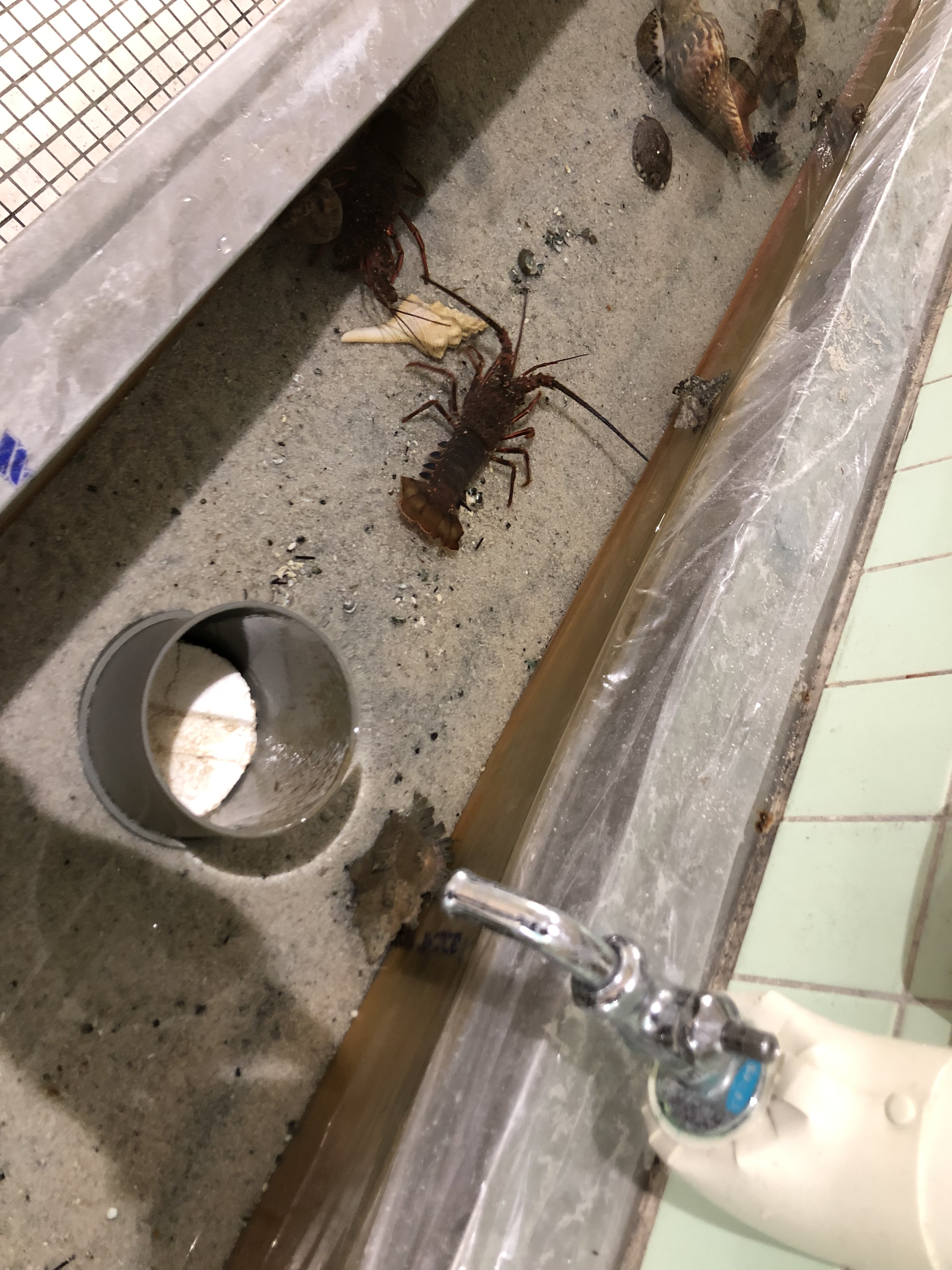
手洗い場
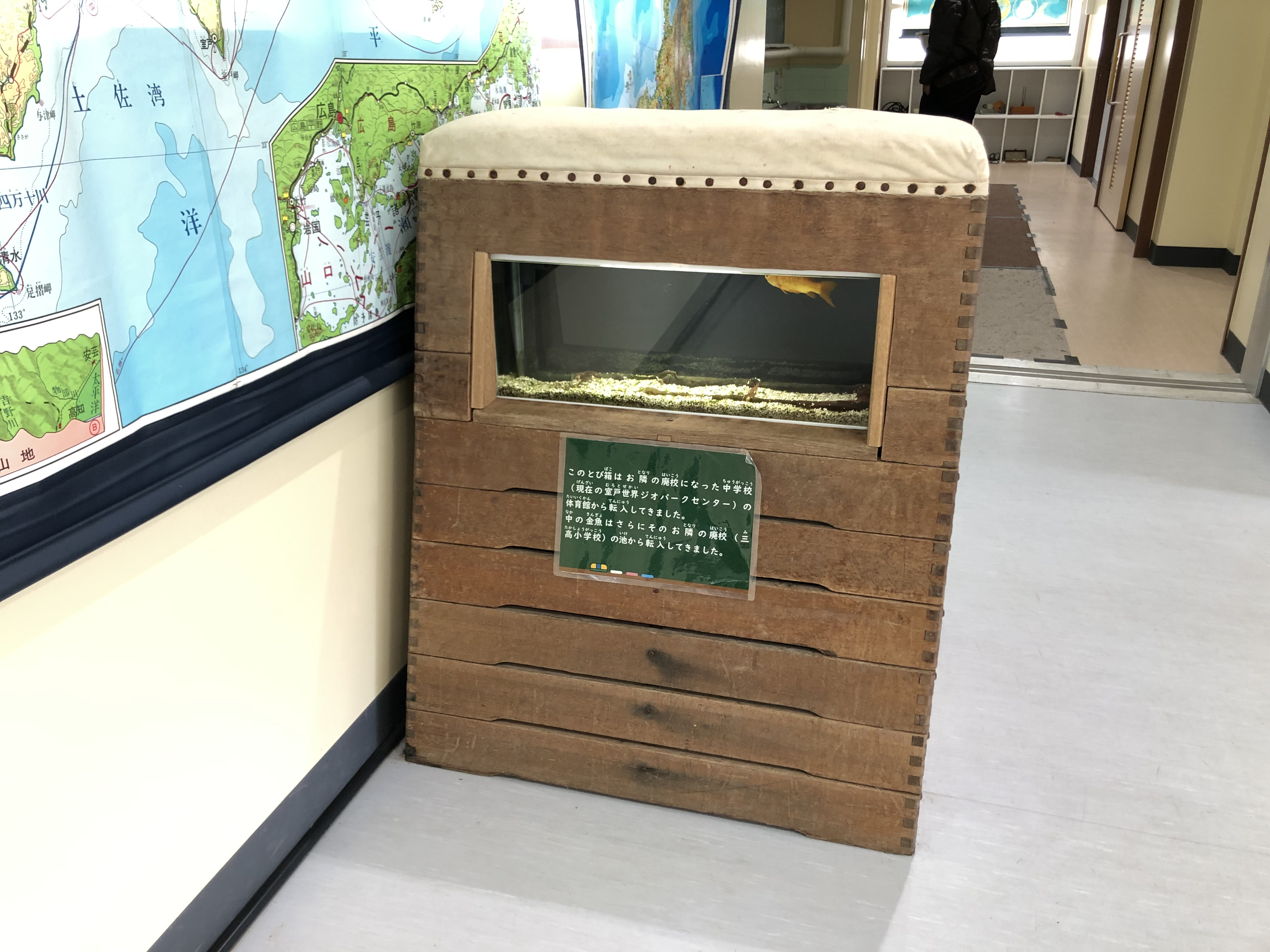
跳び箱水槽

## 運営

### 所在地
高知県室戸市室戸岬町533-2
- 室戸市室戸岬町 - 地理院地図
- むろと廃校水族館 - Google マップ

### 休館日・駐車場
年中無休で朝9時から夕方17時まで（4月〜9月の間は9時〜18時）。駐車場は、バス2台。

## アクセス
- 高知空港からタクシーで1時間40分。
- 四国旅客鉄道牟岐線阿波海南駅から阿佐海岸鉄道海の駅とろむ行きに乗車してむろと廃校水族館バス停下車、または阿佐海岸鉄道道の駅宍喰温泉行きに乗車して海の駅東洋町バス停で高知東部交通室戸営業所行きに乗り換えむろと廃校水族館バス停下車。
- 土佐くろしお鉄道ごめん・なはり線安芸駅または奈半利駅から高知東部交通室戸世界ジオパークセンター行きに乗車して室戸世界ジオパークセンターバス停で高知東部交通甲浦岸壁行きに乗り換えむろと廃校水族館バス停下車。
- なんば高速バスターミナル発の高速バス、徳島バス室戸行きに乗車し約6時間、室戸世界ジオパークセンターバス停などで上記の高知東部交通または阿佐海岸鉄道に乗り換え。

## 周辺観光地
- 室戸世界ジオパークセンター、室戸岬（ともに国道55号を南下）[1]
- 一木神社
- 津照寺

## メディア
TV番組『日本のチカラ』（テレビ朝日系列）で、高知放送制作の「#175 バカがおらんと始まらんよ～おじいちゃん漁師と廃校水族館～」が2019年6月1日に放送された。